# Charles Borromeo McLaughlin
Charles Borromeo McLaughlin (* 28. September 1913 in New York City; † 14. Dezember 1978) war ein US-amerikanischer Geistlicher und römisch-katholischer Bischof von Saint Petersburg.

## Leben
Charles Borromeo McLaughlin empfing am 6. Juni 1941 das Sakrament der Priesterweihe.
Papst Paul VI. ernannte ihn am 13. Januar 1964 zum Titularbischof von Risinium und zum Weihbischof in Raleigh. Die Bischofsweihe spendete ihm der Bischof von Raleigh, Vincent Stanislaus Waters, am 15. April desselben Jahres; Mitkonsekratoren waren der Bischof von Bistum Salt Lake City, Joseph Lennox Federal, und der Bischof von Little Rock, Albert Lewis Fletcher.
McLaughlin nahm an der dritten und vierten Sitzungsperiode des Zweiten Vatikanischen Konzils als Konzilsvater teil.
Am 2. Mai 1968 ernannte ihn Papst Paul VI. zum ersten Bischof des neugegründeten Bistums Saint Petersburg.